# Facultatea de Geografie și Geologie a Universității „Alexandru Ioan Cuza” din Iași
Facultatea de Geografie și Geologie din Iași este o facultate care face parte din cadrul Universității „Alexandru Ioan Cuza” din Iași. Această facultate are două departamente unul de Geografie și unui de Geologie. 

## Istoric
Primele cursuri de geografie au fost ținute la Școala Fiilor de Ofițeri, de către Grigore Cobălcescu. La această facultate primele cursuri au fost ținute în anul 1904 de Ștefan D. Popescu, care a decedat de tânăr. În perioada interbelică s-au afirmat doi mari geografi: Mihai David, fost rector al Universității de profesie geolog, care a fost preocupat în principal de geografia fizică și Gheorghe Năstase care a fondat școala ieșeană de geografie umană. Alți geografi de valoare sunt: Victor Tufescu, Constantin Martiniuc, Ion Gugiuman, Nicolae N. Lupu, Ion Th. Simionescu, Ion Borcea, George Vâlsan etc..
În anul 1842 au fost înființate mai multe catedre printre care și cea de Mineralogie și Geologie, încredințată lui Ion Ghica (1817-1897), absolvent al Școlii de Mine din Paris. Un moment special pentru universitate a avut loc pe 17 aprilie 1862, când Grigore Cobălcescu, licențiat în științe naturale, specializat în geologie-mineralogie la Universitatea Sorbona din Paris a solicitat să fie numit profesor. A fost numit pe 10 ianuarie 1864. În anul 1888, catedra de Geologie și Mineralogie a fost înzestrată cu o valoroasă colecție de minerale, roci și fosile (peste 8.500 exponate din toate colțurile lumii, în valoare de 30.000 lei) achiziționată de la firma Krantz din Germania. Alte personalități sunt: Vasile C. Buțureanu, Ion Simionescu, Gheorghe Macovei, Sabba Ștefănescu, Mircea Savul etc..

## Legături externe
- Facultatea de Geografie și Geologie Arhivat în 16 februarie 2020, la Wayback Machine.
- Departamentul de Geologie – Iași Arhivat în 25 februarie 2020, la Wayback Machine.
- Facultatea de Geografie și Geologie a Universității „Alexandru Ioan Cuza” din Iași pe Facebook